# Afera Iran-Contras
Afera Iran-Contras – skandal polityczny, który miał miejsce w Stanach Zjednoczonych w latach 1986–1987. Powodem było ujawnienie przez media informacji na temat nielegalnej, tajnej sprzedaży broni Iranowi, w zamian za co oczekiwano pomocy w uwolnieniu zakładników uprowadzonych w Bejrucie przez bojowników Hezbollahu. Pieniądze uzyskane z tych transakcji przekazywano na wspomaganie nikaraguańskich rebeliantów Contras.
Prowadzone od początku 1985 roku rozmowy na temat sprzedaży m.in. rakiet przeciwczołgowych TOW i przeciwlotniczych Hawk zaakceptował w styczniu 1986 roku prezydent Ronald Reagan. Dostawy broni miały miejsce w czerwcu i październiku roku 1986. W maju 1986 roku podjęto nieudaną próbę zwolnienia zakładników. Wartość transakcji irańsko-amerykańskich to ok. 100 mln dolarów, z czego organizacja Contras otrzymała 48 mln dolarów.
Aferę ujawniono w listopadzie 1986 roku. Sprzedaż broni do Iranu była sprzeczna z amerykańską doktryną zakazu sprzedaży broni krajowi oskarżanemu o wspieranie terroryzmu i nielegalna w myśl nałożonego na Iran embarga. Finansowanie Contras natomiast było niezgodne z decyzjami podjętymi przez Kongres Stanów Zjednoczonych w 1984 roku.
Afera spowodowała dymisje ważnych urzędników administracji Stanów Zjednoczonych i odbiła się na autorytecie prezydenta Reagana, natomiast w Iranie nie była szeroko znana. Po tej aferze, przez którą udało się przejść Reaganowi bez większego uszczerbku, Pat Schroeder określiła go mianem teflonowego prezydenta.